# René Roux
René Roux (* 3. September 1966 in Aosta) ist ein italienischer römisch-katholischer Kirchenhistoriker.

## Leben
Nach dem Studium der katholischen Theologie, Philosophie und Patrologie am Priesterseminar Sant’Anselmo in Aosta, der Priesterweihe 1991 sowie dem Studium an den Universitäten Rom, Oxford und Paris wurde er 1999 mit der Arbeit L’exégèse biblique dans les Homélies cathédrales de Sévère d’Antioche am Päpstlichen Patristischen Institut Augustinianum promoviert. Er ist seit 2010 Inhaber der Professur für Alte Kirchengeschichte, Patrologie und Ostkirchenkunde der Universität Erfurt. Vom 1. Februar 2015 bis 31. August 2018 ist er beurlaubt, da er das Amt des Rektors der Theologischen Fakultät Lugano wahrnimmt.
In seiner Forschung konzentriert er sich auf die Rezeption der Kirchenväter in der Theologie der Religionen und Theologie des Liber Graduum. Papst Leo XIV. berief René Roux am 21. Juni 2025 als Konsultor in das Dikasterium für die Selig- und Heiligsprechungsprozesse.

## Veröffentlichungen (Auswahl)
- L’exégèse biblique dans les Homélies cathédrales de Sévère d’Antioche (= Studia ephemeridis Augustinianum. Band 84). Institutum Patristicum Augustinianum, Rom 2002, ISBN 88-7961-009-0 (Dissertation).